# Get Free (canción de The Vines)
«Get Free» es una canción de la banda australiana de garage rock The Vines. Fue lanzado en junio de 2002 como el segundo sencillo desprendido de su álbum debut Highly Evolved, siendo el sencillo que dio a conocer a la banda a nivel mundial. Supo colocarse en el número 7 de la lista del Modern Rock Tracks de la revista Billboard de los Estados Unidos y fue número 24 en la lista de sencillos del Reino Unido. Fue nominado en varias ocasiones para distintos premios en 2002 y 2003. Fue la ganadora a la "Mejor Canción" en los Premios NME 2003 y se ubicó en el puesto número 10 de las mejores canciones de la NME de 2002, y número 49 en la lista de Moshpit Kings realizada por la revista Kerrang.
Fue versionada por "Weird Al" Yankovic en su medley titulado "Angry White Boy Polka" incluido en su álbum Poodle Hat de 2003.

## Video musical
Existen dos videos promocionales filmadas para la canción. El video musical más conocido, es el dirigido por Roman Coppola, y en él, muestra a la banda en una colina rodeado por enormes focos, mientras los rayos van cayendo progresivamente sobre el equipo y a todos los miembros de la banda en el proceso del video hasta que no queda ninguno.

## Lista de canciones
Sencillo en CD
1. «Get Free» – 2:06
2. «Down at the Club» (Zen Demo) – 2:54
3. «Hot Leather» (Zen Demo) – 01:57

Vinilo de 7"
1. «Get Free» – 2:06
2. «Blues Riff» (Zen Demo) – 3:43

## Posicionamiento en listas
| Lista (2002)                                      | Mejor posición |
| ------------------------------------------------- | -------------- |
| Australia (ARIA)                                  | 44             |
| Estados Unidos (Billboard Bubbling Under Hot 100) | 22             |
| Estados Unidos (Modern Rock Tracks)               | 7              |
| Estados Unidos (Mainstream Rock Tracks)           | 27             |
| Reino Unido (UK Singles Chart)                    | 24             |